# Grigoriora segregata
Grigoriora segregata är en insektsart som beskrevs av Andrej Vasiljevitj Gorochov 1998. Grigoriora segregata ingår i släktet Grigoriora och familjen vårtbitare. Inga underarter finns listade i Catalogue of Life.